# Planktoniella
Planktoniella es un género de diatomeas centrales.

## Descripción
Organismo unicelular discoide fitoplanctónico. Su patrón de areolación es radial o tangencial. Presenta extrusiones orgánicas en el cíngulo.